# Mai 1955

## Évènements
- 3 mai : Naissance de Jean Lassalle, député de la 4e circonscription des Pyrénées-Atlantiques et candidat à la présidence de la République en 2017.
- 5 mai : rétablissement de la souveraineté allemande sous le nom de « République fédérale allemande ».

- 7 mai : dénonciation par l'URSS du pacte franco-soviétique de 1944.

- 9 mai : ratification des accords de Paris. La RFA devient membre de l'Alliance Atlantique (OTAN).

- 14 mai : signature du pacte de Varsovie[1], « traité d'amitié, de coopération et d'assistance mutuelle avec la formation d’un commandement unifié » pour une durée de 20 ans, entre l'URSS, la République tchécoslovaque, la république populaire de Pologne, la république populaire de Bulgarie, la république populaire de Hongrie, la République populaire roumaine, la république populaire d'Albanie, et la République démocratique allemande, sous l’égide de l’URSS en réplique aux accords de Paris (1954), qui permettaient le réarmement de la RFA par son intégration au sein de l’OTAN.

- 15 mai : 
  - traité d'État autrichien à Vienne entre les 4 alliés et l'Autriche. Les alliés de la Seconde Guerre mondiale cessent d'occuper le pays qui devient libre et souverain[2].
  - L’URSS diminue ses troupes stationnées en Roumanie après la signature du traité avec l’Autriche.

- 15 mai - 12 juin[3] : visite du roi Baudouin Ier de Belgique au Congo et au Ruanda-Urundi.

- 18 mai :
  - Traité militaire entre le Cambodge et les États-Unis.
  - Loi sur le divorce et le mariage en Inde (Hindu Marriage Act[4]).

- 20 mai :
  - France : protocole d'accord entre le CEA, le ministère des Finances et celui des Armées pour la mise au point d'armes nucléaires françaises.
  - Viêt Nam : la France évacue le secteur de Hải Phòng.

- 22 mai (Formule 1) : au volant de sa Ferrari 625, Maurice Trintignant remporte le Grand prix de Monaco devant Eugenio Castellotti (2e) et Jean Behra (3e), et devient le premier pilote français de l'histoire de la Formule 1 à gagner un Grand Prix de Formule 1.

- 22 - 30 mai[5] : émeutes au Cameroun français. Interdiction de l’UPC (Union des populations du Cameroun) le 13 juillet, qui entre dans la clandestinité.

- 26 mai : réconciliation entre l'URSS et la république fédérale populaire de Yougoslavie du Maréchal Tito, lors d'un voyage de Nikita Khrouchtchev et de Nikolaï Boulganine dans ce pays.

- 27 mai :
  - Royaume-Uni : victoire des conservateurs aux législatives. Hugh Gaitskell devient le chef de file des travaillistes et s’oppose à la minorité de gauche menée par Aneurin Bevan afin de moderniser l’image du parti et adapter son programme.
  - France : adoption du IIe Plan;
  - Premier vol d’essai réussi de la Caravelle dont les réacteurs placés à l'arrière du fuselage permettent d'obtenir une cabine silencieuse.

- 29 mai : convention franco-tunisienne accordant l'autonomie interne à la Tunisie (3 juin). Après trois ans d'exil, Habib Bourguiba revient dans son pays (1er juin).

- 30 mai : 500 miles d'Indianapolis.

- 31 mai : 
  - l'URSS entreprend la construction d'un centre de lancement de fusées à Baïkonour.
  - La française Jacqueline Auriol, sur Mystère IV N bat le record de vitesse sur 15 km à la moyenne de 1 151 km/h[6].

## Naissances
- 1er mai : Julie Pietri, chanteuse française.
- 2 mai : Jim Karygiannis, politicien.
- 3 mai : 
  - Ha Ilji, écrivain sud-coréen.
  - Jean Lassalle, homme politique français.
- 6 mai : Donald A. Thomas, astronaute américain.
- 7 mai : 
  - Sylvain Augier, animateur de radio et de télévision français († 16 mars 2024).
  - Jacques Martial, acteur, metteur en scène, homme politique français († 12 août 2025).
- 10 mai : Laurent Spielvogel, acteur français.
- 12 mai : Yvon Godin, homme politique provenant du Nouveau-Brunswick.
- 16 mai : Debra Winger, actrice et productrice américaine.
- 19 mai : Pierre J. Thuot, astronaute américain.
- 20 mai : Zbigniew Preisner, compositeur polonais.
- 21 mai : Soumanou Oke, homme d'État et militaire béninois († 17 décembre 2022).
- 22 mai : Philip Dybvig, économiste américain.
- 25 mai : 
  - Michel Alberganti, journaliste et producteur de radio français († 18 mars 2021).
  - Renaud Girard, journaliste français.
- 27 mai : Philippe Mousset, évêque de Pamiers.

## Décès
- 4 mai : Louis Charles Breguet, pionnier de l’aéronautique.
- 10 mai : Tommy Burns, champion de boxe.
- 26 mai : Alberto Ascari, pilote automobile italien, champion du monde de Formule 1 en 1952 et 1953. (° 13 juillet 1918)